# معمارية ميبس
معمارية الميبس (Microprocessor without Interlocked Pipelines معالج دون خط أنابيب مُشابك)، هو نوع من أنواع المعالجات من مجموعة الأوامر المختصرة للكمبيوتر (RISC) طورته شركة (MIPS Technologies).

## مقدمة عن تعليمات لغة الآلة
هي لغة برمجة ذات مستوى منخفض تتعامل مباشرة مع بنية المعالج من سجلات ومع عناوين الذاكرة مباشرة أي أنها تتخاطب مع العتاد (الهاردوير)، وهي لغة بدائية ومقيدة جدا. البرنامج عبارة عن تعليمات. وهذه التعليمات تخرن في الذاكرة كتعليمة واحدة تلو الأخرى والتي تجلب وتنفذ في الوقت نفسه ينفذ Mips مجموعة من العمليات مثل التحميل من الذاكرة والتخزين في الذاكرة، وبعض العمليات المنطقية مثل AND، shift, OR. والعمليات الحسابية مثل add,sub

معالج MIPS وفيه تظهر أربع خطوط أنابيب

## أنواع التعليمات
بعض التعليمات قد تأخذ اما معامل (operand) واحد مثل: (Jump)، أو معاملان مثل (lw)، (sw)، أو ثلاثة معاملات مثل العمليات الحسابية (sub), (Add)
تعليمات ميبس الرياضية لها ثلاث معاملات والوجهة (النتيجة في أول مسجل) أولا
مثلا العملية الحسابية
{\displaystyle A+B=C}
يمكن وصفها في MIPS كالآتي:
```
add
 
$s0
,
 
$s1
,
 
$s2

```

هنا يجمع A و-B ممثلان ب(s$1) و(s$2) ويتم تخزين الحاصل في المسجل (register) المرمز (s$0)

## ميزات لغة الميبس
تمتاز لغة الميبس بعدة مبادئ :

## مثال
C code: A = B + C + D;
E = F - A;
MIPS code: add $t0, $s1, $s2
add $s0, $t0, $s3
sub $s4, $s5, $s0
المعاملات يجب أن تكون مسجلات ويوجد 32 مسجل

### المبدأ الثاني: أصغر وأسرع
Registers vs. Memory
تنظم عناوين الذاكرة كمصفوفة مفهرسة بايت بايت
0
1
2
3
4
5
6
...
8 bits of data
8 bits of data
8 bits of data
8 bits of data
8 bits of data
ولكن معظم المعطيات تستخدم 4 بايت
230 بايت تعنون من 0 وحتى 232-1
230 كلمة تعنون 0-4-8- 4-232
Not in all architectures!
0
4
8
12
...
32 bits of data
32 bits of data
32 bits of data

### المبدأ الثالث: تصميم جيد يطلب اتفاقية جيدة
التعليمات هي مجموعة بيتات والبرامج تكون مخزنة بالذاكرة
التعليمات يتم جلبها وتوضع في مسجل خاص
البيتات في مسجل التحكم الحدث التالي تجلب التعليمة التالية وتتابع.
مبدأ تخزين البرنامج
القرار أو الشرط يغير التعليمات أي يغير تدفق التحكم ويغير التعليمة التالية التي سوف تنفذ.
bne $t0, $t1, Label # branch if not equal
beq $t0, $t1, Label # branch if equal
Example
```
(if): if (i==j) h = i + j;
```

bne $s0, $s1, Label
add $s3, $s0, $s1
Label:....
تعليمات ميبس التفرعية غير الشرطية
j label
Example (if - then - else):
if (i!=j) beq $s4, $s5, Label1
h=i+j; add $s3, $s4, $s5
else j Label2
h=i-j; Label1: sub $s3, $s4, $s5
Label2:...
مثال أخر:
Example (loop):
Loop: ----
i=i+j;
if(i!=h) go to Loop
---
Loop: ---
add $s1, $s1, $s2 #i=i+j
bne $s1, $s3, Loop
بعض الأمثلة :
Instruction Meaning
add $s1,$s2,$s3 $s1 = $s2 + $s3
sub $s1,$s2,$s3 $s1 = $s2 – $s3
lw $s1,100($s2) $s1 = Memory[$s2+100]
sw $s1,100($s2) Memory[$s2+100] = $s1
bne $s4,$s5,L Next instr. is at Label if $s4 $s5
beq $s4,$s5,L Next instr. is at Label if $s4 = $s5
j Label Next instr. is at Label
و هذه هي شيفرات التعلميات:
the 16 b and 26 b addresses are word addresses
op rs rt rd shamt funct
op rs rt 16 bit address
op 26 bit address
R-type
I-type
J-type
Slt تعني التفريع عندما يكون المعامل الأول أصغر من المعامل الثاني عندها يتم توضيع القيمة واحد في مسجل النتيجة.
slt $t0, $s0, $s1
و في النهاية فان لغة الاسمبلي تزودنا بأشباه تعليمات 'pseudoinstructions'
مثل تعليمة move $t0, $t1 في الاسمبلي هي عبارة عن add $t0,$t1,$zero
Assembly Language vs. Machine Language
تؤمن الاسمبلي عمليات أقوى من ميبس والهدف هو إنقاص عدد التعليمات المنفذة ولكن الخوف في بطئ دورة الساعة and/or
في بعض الأوقات يشار اليها باسم RISC vs. CISC
Reduced Instruction Set Computers
Complex Instruction Set Computers

## ميزات ال RISC
و بشكل افتراضي فكل التعليمات منذ عام 1982 تستخدم البنية البديلة RISC
و التي تتميز ب :
1. دورة واحدة
2. عدد قليل من شكل التعليمات ذات الطول الثابت.
3. بنية تحميل | تخزين
4. عدد كبير من المسجلات بالإضافة ل:
5. عدد قليل من التعليمات
6. عدد قليل من أنظمة العنونة
7. وحدة تحكم سريعة.